# Marc Porat
Marc Porat, (születési nevén Uri Porat) üzleti vállalkozó, befektető, „üzleti angyal”.

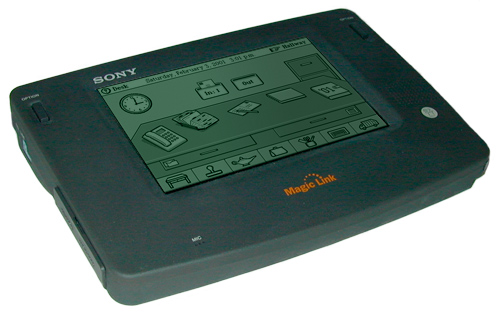
Sony Magic Link

A Stanford Egyetemen szerzett diplomát, ugyanott folytatta posztgraduális tanulmányait, és doktori disszertációjaként megírta az információs gazdaság című kulcsfontosságú munkát, amelyben megjósolta a gyártási alapú amerikai gazdaságról az információn alapuló gazdaságra való átmenetet. Porat nevéhez fűződik, hogy először azonosította az Egyesült Államokat „információs társadalomként”. Később unokaöccse, Aaron Hurst definiálta és írt a „célgazdaságról”, és Poratnak tulajdonította az ihletet egy új gazdaság felemelkedésének előrejelzésében. Stanford után Porat az Egyesült Államok Kereskedelmi Minisztériumának dolgozott, majd az Aspen Institute programigazgatójaként dolgozott, majd kinevezték az Aspen Institute Kommunikációs és Társadalmi Programjának washingtoni tevékenységeiért felelős ügyvezető igazgatónak. Aspenben Porat producere volt az Információs társadalom című filmnek.
Porat társalapítója a Private Satellite Network (PSN). A vállalat közvetlen műholdas műsorszórás újítója volt, amely televíziós és adathálózatokat épített és üzemeltetett a Fortune 500-as cégek és a kormány számára. A cég úttörő szerepet játszott a kis rekesznyílású tetőantennák használatában videokonferenciákhoz.
A céget eladták. Ekkor Porat csatlakozott az Apple Computerhez.
Porat 1990-ben társalpítója volt a General Magic-nek − Andy Hertzfeld és Bill Atkinson mellett. Mindhárman az első Mac csapatból kerültek ki. Porat ezzel a céggel fejlesztette ki az első kézi kommunikációs eszközt, a Magic Link-et, amit „intelligens személyi kommunikátornak” tituláltak.

A 2000-es évek elején fontos cégek vezetőségének volt a tagja.
Egy nap, amit csinálunk jelentéktelennek fog tűnni, és ez azt jelenti, hogy sikerrel jártunk.

## Cégek (munkahelyek)
- Founder & BOD member: CalStar Products
- Co-Founder, Board Member: ZETA Communities
- Operating Advisor: Pegasus Capital Advisors
- Chairman & CEO: Perfect Commerce
- Chairman & CEO: General Magic
- Advanced Technology Group: Apple Inc.
- Chairman & CEO: Private Satellite Network
- Program Director: Aspen Institute